# Balanophyllia taprobanae
Balanophyllia taprobanae är en korallart som beskrevs av Bourne 1905. Balanophyllia taprobanae ingår i släktet Balanophyllia och familjen Dendrophylliidae.
Artens utbredningsområde är Indiska oceanen. Inga underarter finns listade i Catalogue of Life.